# Alexa Internet
Alexa Internet bila je kalifornijska podružnica američke kompanije Amazon.com koja je prikupljala komercijalne podatke o međumrežnom prometu. Osnovana je 1996. kao neovisno poduzeće, da bi ga tri godine kasnije otkupio Amazon. Njezina alatna vrpca prikupljala je podatke o ponašanju pi pretraživanju interneta i slala ih na vlastito mrežno mjesto, gdje su se ti podatci analizirali i pohranjivali u oblik izvješća o mrežnom prometu za svaku pojedinu stranicu.
Obrađivala je podatke o 30 milijuna mrežnih stranica, a službenu stranicu tvrtke mjsečno posjećuje 5-6 milijuna internet korisnika, pretežno iz SAD-a, Indije i Kine.

## Zanimljivosti
- Prema podatcima Alexe, mrežne stranice Wikipedije (wikipedia.org) 5. su najposjećenije na svijetu.[3]

## Vanjske poveznice
- www.alexa.com  Arhivirana inačica izvorne stranice od 30. svibnja 1997. (Wayback Machine) (engl.) Službene stranice